# Coleophora pallescentella
Coleophora pallescentella é uma espécie de mariposa do gênero Coleophora pertencente à família Coleophoridae.